# Yannick Flohé
Yannick Flohé (* 14. August 1999 in Essen) ist ein deutscher Sportkletterer, der im Lead, Bouldern sowie in der Kombination startet. Sein bislang größter Erfolg ist der Gewinn des Weltmeistertitels 2021 in der Kombination. Er startet für die Sektion Aachen des Deutschen Alpenvereins.

## Leben

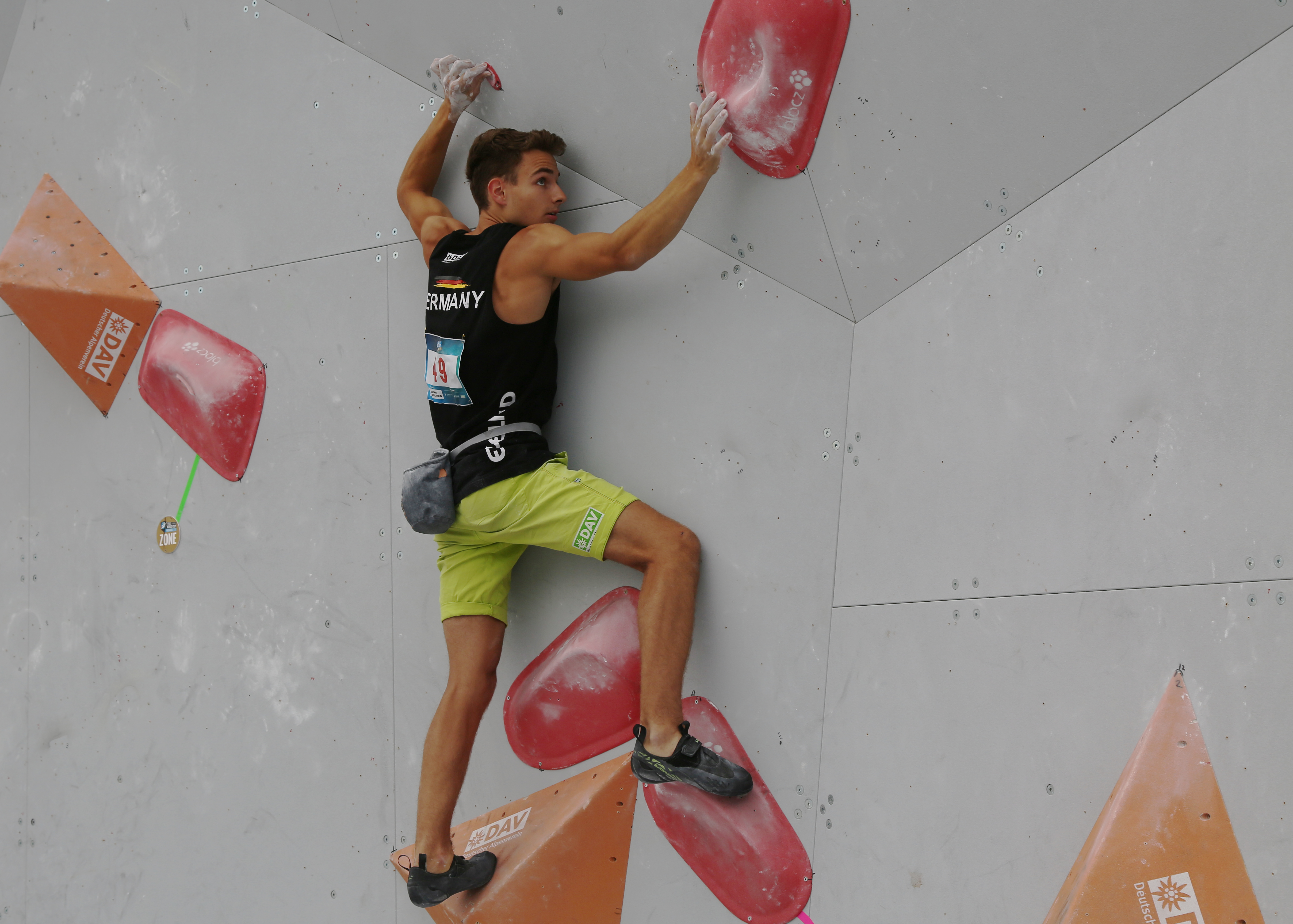
Beim Boulder-Weltcup 2018 in München

Flohé kam durch seine Eltern, die ebenfalls Wettkampfkletterer waren, zum Klettern. Als Kind probierte er viele Sportarten aus und blieb letztlich aber beim Klettern. Sein Debüt bei einem internationalen Wettkampf gab er 2014 beim European Youth Cup in Imst. Bereits ein Jahr später nahm Flohé das erste Mal an einem Weltcup teil. Im Jahr 2018 siegte er bei der Deutschen Meisterschaft sowohl im Lead als auch im Bouldern und konnte ferner die Silbermedaille bei der Juniorenweltmeisterschaft in Moskau gewinnen.
Obwohl Flohé bisher dahin nicht einmal das Finale bei einem Boulder-Weltcup erreichen konnte, platzierte er sich bei der Kletterweltmeisterschaft 2019 im japanischen Hachiōji auf dem 3. Rang und gewann damit die Bronzemedaille. Bei der zwei Jahre später folgenden Weltmeisterschaft in Moskau wurde er in der Kombination Weltmeister und feierte seinen bisher größten Karriereerfolg.
Im Juni 2022 gewann er in Brixen, Italien seinen ersten Weltcup-Event im Bouldern. Bei der Klettereuropameisterschaft 2022 in München verpasste er überraschenderweise das Boulder-Finale und kritisierte im Anschluss die Routen im Finale scharf. Kurz darauf errang er beim Weltcup im slowenischen Koper seinen ersten Podestplatz im Lead.
2024 wurde er wieder Deutscher Meister im Bouldern und qualifizierte sich bei der Olympischen Qualifikationsserie für die Olympischen Sommerspiele 2024. Dort belegte er den 9. Platz und verpasste somit knapp das Finale.
Flohé klettert nicht nur in der Halle, sondern auch am Fels. Als Lieblings-Klettergebiet nennt er das spanische Margalef.
Am 9. Juli 2025 gelang Flohé in Fionnay die schwerste bis dahin bekannte Flash-Begehung eines Boulders. Er kletterte im ersten Versuch Foundation’s Edge (8c).

## Erfolge

### Sportklettern

#### Olympische Spiele
- Tokio 2020: 9. Boulder & Lead

#### Weltmeisterschaften
| Jahr           | Kombination    | Lead | Bouldern | Speed |
| -------------- | -------------- | ---- | -------- | ----- |
| Innsbruck 2018 | 27.            | 29.  | 41.      | 56.   |
| Hachiōji 2019  | 11.            | 40.  | 3.       | 56.   |
| Moskau 2021    | 1.             | 9.   | 15.      | 42.   |
|                | Boulder & Lead | Lead | Bouldern | Speed |
| Bern 2023      | 12.            | 18.  | 9.       | –     |

#### Weltcupwertungen
| Saison | Lead  | Lead   | Bouldern | Bouldern | Speed | Speed  |
| Saison | Platz | Punkte | Platz    | Punkte   | Platz | Punkte |
| ------ | ----- | ------ | -------- | -------- | ----- | ------ |
| 2016   | 72.   | 0,95   | –        | –        | –     | –      |
| 2017   | 82.   | 0,85   | 49.      | 18       | –     | –      |
| 2018   | 33.   | 48     | 28.      | 47,5     | –     | –      |
| 2019   | 18.   | 124    | 25.      | 65,52    | 72.   | 0,9    |
| 2021   | 18.   | 86     | 20.      | 63       | –     | –      |
| 2022   | 05.   | 2910   | 04.      | 2475     | –     | –      |
| 2023   | 32.   | 547,5  | 10.      | 1750,5   | –     | –      |

#### Weltcupsiege
Flohé errang bisher zwei Podestplätze, davon einen Sieg:
| Datum      | Ort    | Land    | Disziplin |
| ---------- | ------ | ------- | --------- |
| 12.06.2022 | Brixen | Italien | Bouldern  |

#### Europameisterschaften
- Edinburgh 2019: 16. Lead, 23. Speed
- München 2022: 6. Lead, 13. Bouldern

#### Weitere Erfolge
- 7 deutsche Meistertitel (Lead 2021, 2023, 2024 und Bouldern 2018, 2021, 2023, 2024)[1][9]
- Juniorenweltmeisterschaft Innsbruck 2017: 4. Kombination, 5. Bouldern, 12. Lead, 35. Speed[3]
- Juniorenweltmeisterschaft Moskau 2018: 2. Bouldern, 4. Lead[3]
- 2024: Rock-Master-Gewinner[10]

### Felsklettern

#### Routen
- Lucifer (8c+) – Red River Gorge, 2022[11]
- Working Class (8c+) – Kleinziegenfelder Tal, 2021, gemeinsam mit Jan Hojer[12]

#### Bouldern
- Foundation’s Edge (8c) – Fionnay, Juli 2025 – Flash[8]
- Ephyra (8c+) – Chironico, Januar 2023[13]
- Return of the Dreamtime (8c+) – Cresciano, Januar 2023 – Erstbegehung[14]
- Off the Wagon low (8c+) – Bavonatal, 2022[15]
- The Story of Two Worlds (8c) – Cresciano, 2020[16]
- Dreamtime (8c) – Cresciano, 2020[16]
- Bügeleisen (8b+) – Maltatal, 2021[17]
- Dune (8b+) – Fontainebleau, 2021[17]
- The Traphouse (8b+) – Fontainebleau, 2021[17]
- The Dagger (8b+) – Cresciano, 2020[16]
- Wrestling with an Aligator (8b, flash) – Maltatal, 2021[17]
- The Power of Goodbye (8b) – Maltatal, 2021[17]